# 吳茜薇
吳茜薇（英語：Sylvia Ng Sin Mei，1965年2月17日—），香港前女演員，曾先后在無綫電視及亞洲電視工作多年。

## 簡歷
1985年，吳茜薇參加無綫第1期藝員進修班，曾在綜藝節目《歡樂今宵》擔任歡樂小姐，首部參演劇集為《神劍魔刀》，與同劇的六位新人歐瑞偉、區偉麟、蔡嘉利、王敏明、劉碧儀及張美智同被力捧稱之為「銀河七星」。而她的成名作品是1987年處境喜劇《城市故事》的“蚊豬”一角。由于缺乏擔正主角的機會，吳茜薇于1989年離開無綫電視，後轉投亞洲電視，并受到力捧，除了演繹熟悉的古裝女子角色外，也嘗試飾演其它類型的角色，如《小白龍》一劇反串飾演男主角。同時參演過一些時裝劇，如《安樂茶飯》、《上海風雲》等。
1990年元旦，吳茜薇約滿亞視，轉頭至台灣發展，与姜大衛、邵傳勇及李婉華等人合演過電視劇《刺馬》，一直到1992年，她其後回流香港，与著名監製招振強結婚，翌年後息影退出娛樂圈，至2014年5月宣佈正辦離婚手續，原因未明。同年曾復出主持網台節目。吳茜薇已再婚，現任夫婿是前亞洲電視導演何志光。

## 演出作品

### 電視節目（無綫電視）
| 年份        | 劇名     | 角色     |
| 1982-1983年 | 絲綢之路 | 客串演出 |

### 電視劇（無綫電視）
| 年份   | 劇名               | 角色        |
| 1985年 | 開心女鬼           |             |
| 1986年 | 銀色旅途           |             |
| 1986年 | 愛情全盒           |             |
| 1986年 | 真命天子           |             |
| 1986年 | 城市故事           | 蘇海雯      |
| 1986年 | 神劍魔刀           | 洪楚君      |
| 1986年 | 倚天屠龍記         | 楊不悔      |
| 1987年 | 周末小品：男人四十 | 女主角Clara |
| 1988年 | 奉旨成親           | 阿艷        |

### 電視劇（亞洲電視）
| 年份   | 劇名       | 角色   |
| 1989年 | 安樂茶飯   | 黃美怡 |
| 1989年 | 白骨隂陽劍 | 陸夢男 |
| 1989年 | 上海風雲   | 馬一梅 |
| 1989年 | 小白龍     | 小白龍 |
| 1990年 | 法本無情   | 林可兒 |

### 電視劇（台灣）
| 年份   | 劇名 | 角色   |
| 1992年 | 刺馬 | 趙小嬋 |

### 電影
| 年份   | 片名     | 角色   |
| 1990年 | 江湖奇兵 | 金小玉 |
| 1993年 | 神通     | 小喬   |

### 音樂錄像
- 1986年：孫明光《微風中》
- 1987年：譚詠麟《無邊的思憶》

## 外部連結
- 吳茜薇的Facebook專頁